# Adam Friedrich von Trampe
Adam Friedrich von Trampe (* 4. März 1650 in Tentzerow; † 26. April 1704 in Pressburg) war ein dänischer General.

## Leben
Adam Friedrich war ein Sohn des Philipp von Trampe (* um 1612 in Teetzleben; † 1654 ebenda), Kommandant von Ueckermünde, und der Elisabeth von Krassow. Mit 18 Jahren trat er in dänische Kriegsdienste, wurde 1670 zum Fähnrich, 1672 zum Leutnant und 1676 zum Hauptmann befördert. Während des Nordischen Krieges geriet er 1676 bei Helsingborg in Gefangenschaft. Er konnte entkommen und wurde im folgenden Jahr beim Sturm auf Malmö verwundet. 1677 wurde er zum Major und 1678 zum Oberstleutnant befördert.
Wie viele andere deutschstämmige Offiziere heiratete Trampe 1683 eine Dänin und verbrachte mehrere Friedensjahre in der Heimat. Unterbrochen wurde diese Zeit 1686 durch die dänische Belagerung Hamburgs. Er war beim König Christian V. beliebt, der ihn zum Mentor seines Sohnes Christian Gyldenløve (1674–1703) ernannte. Diesem folgte Trampe in den Jahren 1691 bis 1694 in den Pfälzischen Erbfolgekrieg. Der Königssohn schikanierte den ihm lästigen Aufseher, doch der König entlohnte ihn 1693 mit der Ernennung zum Brigadier und der Marschall François-Henri de Montmorency-Luxembourg lobte seine Tapferkeit.
Nach seiner Rückkehr erwarb er die Güter Løgismose und Flenstofte. Von 1696 bis 1698 führte er als Generalmajor ein kleines Hilfskorps in kaiserlichen Diensten. Im letzten Jahr dieser Zeit wurden die Truppe und ihr Chef dem polnischen König August II. überlassen. So wie Trampe zum Kaiser hielt, gewann er auch die Gunst des Königs. 1699 kehrte er nach Dänemark zurück. Bereits im folgenden Jahr wurde er in diplomatischer Mission an den Hof August II. entsandt, der erneut Hilfstruppen verlangte. Die wenigen von Friedrich IV. gestellten Regimenter brachten jedoch wenig Nutzen. Trampe blieb weiter in Sachsen-Polen. Als er seine Enttäuschung zum Ausdruck brachte, dass er 1701 nicht an der Spitze des neuen dänischen Hilfskorps für den Kaiser stand, verlieh ihm Friedrich IV. 1702 den Dannebrogorden. Im folgenden Jahr wurde er zum Generalleutnant befördert und erhielt Befehl Christian Gyldenløve als Chef des Hilfskorps abzulösen.
Er führte die dänischen Truppen von Italien nach Ungarn, wo er gegen die aufständischen Kuruzen unter anderem 1704 auf der Insel Schütt kämpfte. Zu diesem Zeitpunkt war er bereits schwer erkrankt. Kurze Zeit nachdem Kaiser Leopold I. ihn in den Reichsgrafenstand erhoben hatte, starb er. Sein Leichnam wurde nach Kopenhagen gebracht.

## Familie
Adam Friedrich von Trampe heiratete am 24. Mai 1683 Sophie Amalie Adeler (* 10. August 1666; † 1734), eine Tochter des Generaladmirals Cort Adeler. Das Paar hatte mehrere Kinder, darunter:
- Susanne Elisabeth (* 11. Juni 1685; † 9. Dezember 1753) ⚭ 1703 Anton Günther von Ellebrecht (1652–1723)
- Charlotte Amalie (* 2. Januar 1689; † 17. November 1750) ⚭ 1709 Philip Ditlev von Trampe (* 12. Juli 1678; † 24. November 1750)
- Anna Elisabeth  (* 4. Juli 1690; † 24. März 1757) ⚭ Hans Wilhelm von Rømer (* 1681; † 11. Mai 1748)
- Conrad (* 29. März 1694; † 29. April 1735)